# Maghrawa
Il popolo Maghrawa, fu una popolazione storica appartenente alla tribù berbera degli Zenata, fu una delle prime popolazioni berbere a convertirsi alla religione islamica nel VII secolo.

Furono alleati del condottiero e generale arabo Uqba ibn Nafi' nel corso della sua campagna militare verso la catena montuosa dell'Atlante del 683. Essi presero successivamente le distanze dall'Islam Sunnita per aderire al Kharigismo a partire dall'VIII secolo, alleandosi inizialmente con la dinastia sciita degli Idrisidi e successivamente, a partire dal X secolo, con la dinastia andalusa Umayyade di Cordova. Come risultato di ciò essi furono coinvolti nel conflitto tra Umayyadi e Fatimidi scoppiato sia in Marocco che in Algeria. Sebbene conseguissero un'importante vittoria contro tribù alleate dei Fatimidi nel 924, ne divennero successivamente degli alleati. Quando decisero di cambiare fronte e schierarsi contro gli Umayyadi, furono scacciati dal Marocco centrale dalla dinastia degli Ziridi che governarono in nome dei Fatimidi. Nel 980, tuttavia, a loro volta di scacciare la tribù berbera dei Banu Miknasa dalla città di Sigilmassa.

Sotto la guida del loro capo tribale Ziri ibn Atiyya (c. 1001) essi ottennero il controllo su Fez, allora sotto il dominio Umayyade, ed espansero il loro territorio a scapito della tribù dei Banu Ifran.